# Rhizomyini
Rhizomyini — триба, яка містить чотири види гризунів підродини Rhizomyinae. Вони є єдиними живими представниками триби Rhizomyini. Ці види зустрічаються в Південній Азії, Південно-Східній Азії та Східній Азії.